# 裸足の伯爵夫人
『裸足の伯爵夫人』（はだしのはくしゃくふじん、原題：The Barefoot Contessa）は、1954年に製作・公開されたアメリカとイタリアの合作映画である。
ジョーゼフ・L・マンキーウィッツが自ら映画界の内幕を描いた脚本を執筆・監督、ハンフリー・ボガートとエヴァ・ガードナーが主演した。

## あらすじ

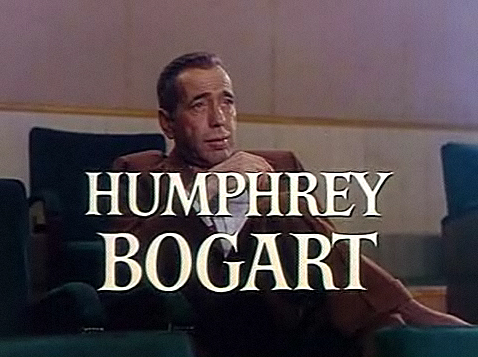
ハンフリー・ボガート。

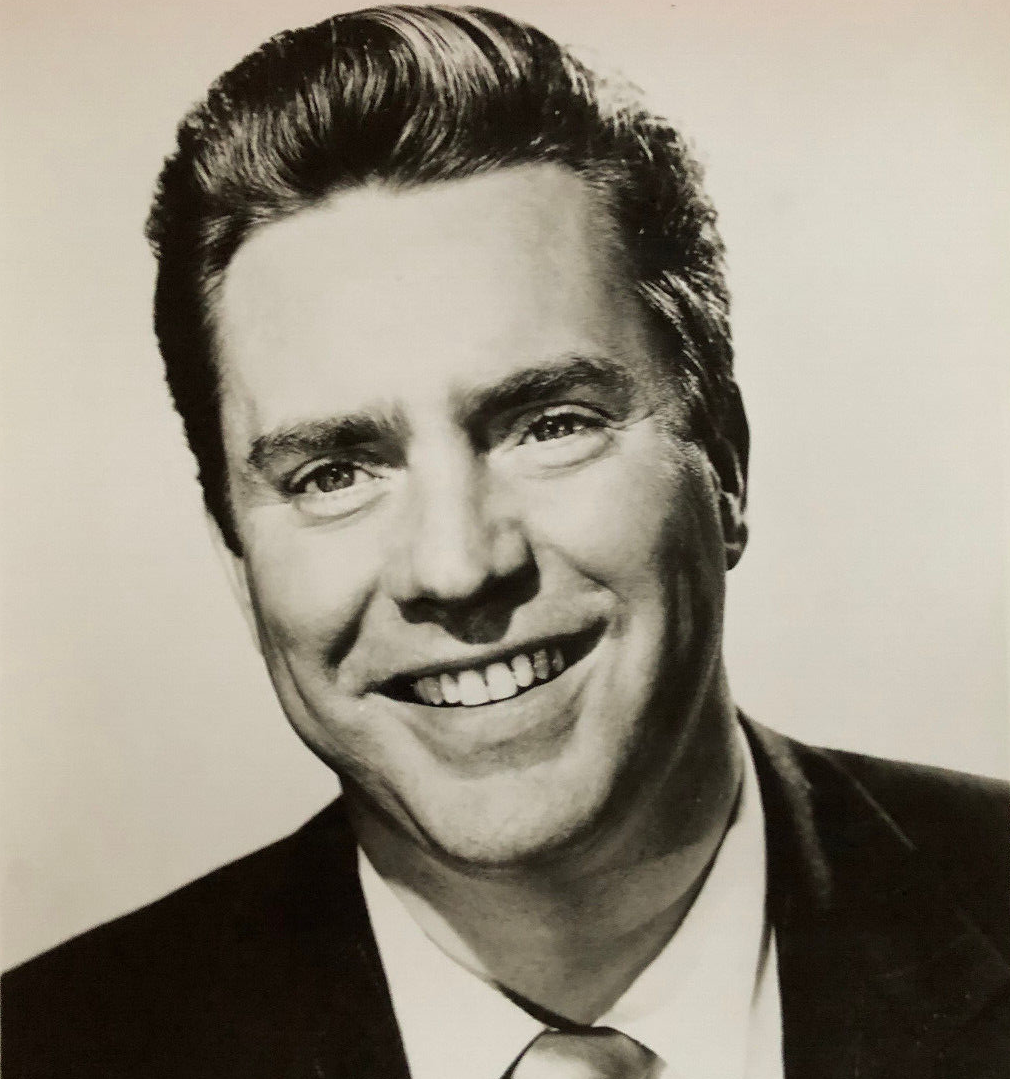
オスカー役のエドモンド・オブライエン

落ちぶれた映画監督ハリー・ドーズは、映画製作を始めたテキサスの大地主カーク・エドワーズから仕事を請け負う。ハリーとカーク、そして宣伝担当のオスカーの3人は、キャストの選定のため、ヨーロッパへ行く。マドリードのキャバレーの踊り子マリア・バルガスを見つけた3人は、「マリア・ダマタ」という芸名を与え、第1作の撮影に進む。
この映画がヒットした矢先、マリアの父が母を殺した。カークたちはマリアにこのことを伏せようとしたものの、本人は父の弁護のためにマドリードへ行く。法廷でマリアは母に非があったことを証言し、父の正当防衛が認められた。これにより、世界はマリアの態度を肯定的に受け止めた。
その後もハリーとマリアは成功を収めるが、2人の関係は友達どまりだった。ある日、マリアの自邸で行われたパーティーにて、南米の億万長者アルフベルト・ブラヴィーノが彼女に興味を持ち、ヨット・パーティーに誘う。彼女はヴィンチェンツォ・トルラート=ファヴリーニ伯爵と知り合い、結婚する。ハリーはこの結婚に反対していた。
数か月後、ハリーは再会したマリアから「伯爵から戦争で障害を負ったことを告白された」と告げられ、自身が妊娠していることも明かした。嫌な予感がしたハリーが伯爵邸に駆け付けた時、2発の銃声が鳴り響く。それから、マリアの遺骸を抱えた伯爵が現れ、伯爵が彼女とその浮気相手を射殺したことを明かした。
そして、ハリーはマリアの葬儀へ行き、伯爵は警察へと連行された。

## キャスト
| 役名                                          | 俳優                       | 日本語吹替                     | 日本語吹替                                                                                |
| 役名                                          | 俳優                       | NETテレビ版                    | 東京12ch版                                                                                |
| --------------------------------------------- | -------------------------- | ------------------------------ | ----------------------------------------------------------------------------------------- |
| ハリー・ドーズ                                | ハンフリー・ボガート       | 久米明                         | 久米明                                                                                    |
| マリア・バルガス                              | エヴァ・ガードナー         | 翠準子                         | 藤野節子                                                                                  |
| オスカー・マルドゥーン                        | エドモンド・オブライエン   | 木村幌                         | 木村幌                                                                                    |
| ヴィンチェンツォ・トルラート=ファヴリーニ伯爵 | ロッサノ・ブラッツィ       | 臼井正明                       | 臼井正明                                                                                  |
| アルベルト・ブラヴァーノ                      | マリウス・ゴーリング       | 穂積隆信                       | 穂積隆信                                                                                  |
| カーク・エドワーズ                            | ウォーレン・スティーヴンス | 小林修                         | 小林修                                                                                    |
| エレアノーラ                                  | ヴァレンティナ・コルテーゼ |                                |                                                                                           |
| 不明 その他                                   |                            |                                | 五月女道子 森山周一郎 島美弥子 沢田敏子 加藤精三 花形恵子 遠藤晴 財部宏子 富山敬 野田圭一 |
|                                               |                            |                                |                                                                                           |
| 演出                                          | 演出                       |                                | 小林守夫                                                                                  |
| 翻訳                                          | 翻訳                       |                                | 森みさ                                                                                    |
| 効果                                          | 効果                       |                                | 芦田公雄 高橋揃                                                                           |
| 調整                                          |                            |                                |                                                                                           |
| 制作                                          | 制作                       |                                | 東北新社                                                                                  |
| 解説                                          | 解説                       | 淀川長治                       |                                                                                           |
| 初回放送                                      | 初回放送                   | 1966年10月1日 『土曜洋画劇場』 | 1978年3月24日 『想い出の名作洋画劇場』                                                    |

※東京12ch版吹替のみDVD収録(正味約89分)

## スタッフ
- 監督/脚本：ジョーゼフ・L・マンキーウィッツ
- 製作：ロバート・ハジアグ、アンジェロ・リッツォーリ
- 音楽：マリオ・ナシンベーネ
- 撮影：ジャック・カーディフ
- 編集：ウィリアム・ホーンベック
- 装置：アッリゴ・エクイーニ
- 衣装：フォンタナ（en:Sorelle Fontana）

## 製作
『裸足の伯爵夫人』はマンキーウィッツの最も華やかな「ハリウッド」映画の一つであり、黄金期のハリウッドの中でも最も華やかな作品の一つとされているが 、実は主にローマのチネチッタスタジオで製作され、屋外シーンはティボリ（オリーブ畑）、サンレモ、ポルトフィーノで撮影された。ちなみにボガートは、このサンレモのロケには参加していない 。

## 評価
この映画は多くの批評家からその豪華さを賞賛され、監督は多くの新たなファンを獲得した。
フランソワ・トリュフォーは「疑いの余地がないのは、この映画の誠実さ、斬新さ、大胆さ、そして魅力である。私自身、この映画の新鮮さ、知性、美しさを受け入れ、評価している。繊細で知的な映画であり、監督と演技が美しい」と書いている。

## 主な受賞歴

### アカデミー賞
受賞
アカデミー助演男優賞：エドモンド・オブライエン
ノミネート
アカデミー脚本賞：ジョーゼフ・L・マンキーウィッツ

### ゴールデングローブ賞
受賞
助演男優賞：エドモンド・オブライエン